# Kurt Schweder
Kurt Schweder (* 12. November 1924 in Essen; † 9. April 2003) war ein deutscher Heraldiker und Graveur.

## Leben
Nach einer Lehre als Stahlgraveur nahm Schweder ein vierjähriges Studium in der Fachrichtung Grafik auf. In vielen gleichgelagerten speziellen Kursen eignete er sich ein umfangreiches Wissen und handwerkliche Fertigkeiten an. Wehrdienst im Krieg ab 1942 und amerikanische Gefangenschaft 1945 schränkten seinen Arbeitswillen nicht ein. Es folgten verschiedene Tätigkeiten in unterschiedlichen Arbeitstechniken, besonders Gravurtechniken, von Entwurf bis Ausführung, auch in bedeutenden Firmen. Starke Beeinflussung erfolgte auf seinem Spezialgebiet Heraldik durch den Heraldiker Otto Hupp. So entwarf er einen Großteil von Wappen für die Stadtteile der Stadt Essen, welche zwar nie offiziellen Charakter hatten, aber von der Bevölkerung gut angenommen wurden.
Er war Mitglied verschiedener heraldischer Vereine, so dem Adler in Wien, im hannoveranischen Kleeblatt und der Schweizerischen Heraldischen Gesellschaft.

## Werke
- verschiedene anerkannte Familienwappen
- eigenes redendes Familienwappen, in dem die Gitter des Gefängnisses zum redenden Wappen für seine eigene Geschichte wurden
- große Anzahl von Kommunalwappen, insbesondere zahlreicher Essener Stadtteile.